# Chiesa di Sant'Eusebio (Agrate Brianza)
La chiesa di sant'Eusebio è la parrocchiale di Agrate Brianza, in provincia di Monza e Brianza ed arcidiocesi di Milano; fa parte del decanato di Vimercate.

## Storia
La prima citazione di una chiesa, che era molto piccola ed a navata unica, ad Agrate Brianza risale al 1083. L'edificio fu riedificato nel XIII secolo, per poi venir ricostruito a tre navate verso la fine del XVI secolo. La chiesa fu ristrutturata ed abbellita nel Seicento. Nel 1756 si eresse il campanile e, nel 1771, venne completata la cappella del fonte battesimale, che era stata iniziata nel 1745, ristrutturata la chiesa e furono riedificate le pareti del coro. La vecchia chiesa fu demolita nel 1925 per far posto all'attuale parrocchiale, il cui altar maggiore venne costruito nel 1927. Gli affreschi furono dipinti dalla Scuola Beato Angelico di Milano. La consacrazione fu impartita nel 1934 dall'arcivescovo di Milano Alfredo Ildefonso Schuster.
Sulla destra della facciata è collocata la fontana con il monumento rappresentante il missionario agratese Padre Clemente Vismara, proclamato beato nel 2011.